# Bataille de Prome
 (décembre 2017).
Pour la bataille de 1942, voir Bataille de Prome (1942).
Première guerre anglo-birmane
La bataille de Prome est une bataille terrestre entre le Royaume de Birmanie et l'Empire Britannique qui a eu lieu près de la ville de Prome, actuelle Pyay, en 1825, dans le cadre de la Première Guerre Anglo-Birmane. Ultime effort des Birmans pour chasser les Britanniques de Basse Birmanie, la bataille se solde par une défaite pour l'armée birmane, mal équipée et en dépit de l'avantage numérique. L'armée Britannique suivante, qui marchait vers le nord en menaçant Ava, accéléra le processus de négociation de paix par le Royaume de Birmanie.
À la suite de la défaite à Danubyu et de la mort du général Maha Bandula, le Roi Bagyidaw ordonna au général Maha Ne Myo de prendre Prome avec une armée. En supériorité numérique, l'armée Birmane, séparée en trois divisions, se positionna autour de Prome ; une division à Simbaik, une dans les collines Napadi, et une sur la rive ouest du fleuve Irrawaddy. L'armée Birmane harcela la position Britannique dans les régions périphériques de Prome par de petits raids, mais ne s’engagea pas dans une attaque sur Prome elle-même.
L'armée Britannique, dirigée par le général Archibald Campbell, était composée de plusieurs régiments de la Royal Foot et d'infanterie et artillerie composés de natives Madras[pas clair]. Le 1er décembre 1825, le général Campbell lança une attaque sur la division de gauche dirigée par Maha Ne Myo, tout en distrayant la division du centre avec un barrage de canons. La division de gauche fut prise d'assaut par une charge à la baïonnette dirigée par le lieutenant Willoughby Cotton, suivie d'une attaque par le général Campbell, qui provoquèrent une complète déroute de la division. L'armée Britannique attaqua la division centrale sur les collines de Napadi le jour suivant et, en raison de la bravoure de l'infanterie des Natifs, bouta l'armée birmane des collines. Une attaque sur la division de droite, située sur la rive ouest du fleuve Irrawaddy, provoqua un recul général de l'armée birmane.

## Contexte
Après la défaite de l'armée birmane et de leur commandant-en-chef Maha Bandula à Danubyu en avril 1825, les Britanniques consolident leurs gains en Basse Birmanie (jusqu'à Prome), en Arakan et sur la côte de Tenasserim, ainsi que dans l'Assam et dans l'état de Manipur. Les négociations de paix initiales débutent en septembre 1825, à Ngagyaungbinzeik, à 20 km au nord de Prome. Les britanniques exigent que les Birmans reconnaissent "l'indépendance de l'état de Manipur" et "s’abstiennent de toute interférence avec l'Assam et le Cachar", "cèdent Rakhine et ses dépendances", reçoivent un Résident Britannique à la Cour d'Ava, et payent une indemnité de deux millions de livres sterling. Yangon, et Taninthayi seront occupés jusqu'à ce que l'indemnité soit payée.
La Cour d'Ava n'a pas prévu, et n'est pas disposée, à accepter le plein démembrement de son empire de l'ouest et la pénalité écrasante exigée. Mais avec une armée gravement appauvrie, le seigneur birman de Kawlin est envoyé aux Britanniques pour dire que son gouvernement :
1. Serait prêt à renoncer à toute revendication sur l'Assam et le Manipur,
2. Était opposé au choix britannique quant à l'avenir du raja manipuri,
3. Serait prêt à céder la côte du Tenasserim mais pas l'Arakan.

Les Britanniques ne sont pas impressionnés le moins du monde : "La question n'est pas qu'est-ce que vous allez nous céder, mais qu'est-ce que nous vous rendrons ".
Les négociations échouent, et les Birmans décident de se battre malgré le fait que leur armée est gravement à court d'hommes expérimentés et d'armement, la plupart des hommes expérimentés ayant déjà péri durant l'année précédente. Les Birmans ont perdu près de 23 000 hommes dans la bataille de Rangoon (mai–décembre 1824). Au cours de la saison des pluies de 1825 (juin–octobre), ils ont levé plus d'hommes, et l'ensemble des défenses birmanes s'élève alors à plus de 30 000 soldats. Cependant, la plupart des nouveaux conscrits sont encore "mal formés et mal équipés".

## Les combattants

### Armée birmane
L'armée birmane responsable de l'attaque de Prome est majoritairement composée de Shans, et sa puissance totale est d'environ 10 000 hommes. La portion non-Shan de l'armée ne compte qu'environ 1 300 hommes. Les rapports post-guerre britanniques rapportent une force totale de 50 000  à   60 000 hommes,. Cependant, des historiens britanniques tels que G.E. Harvey affirment plus tard que la dynastie Konbaung n'a sûrement pas pu lever plus de 60 000 hommes pour la guerre entière. Le commandement birman poste également une armée forte de 3 000 hommes dirigée par Minhla Minkhaung sur la rive gauche de l'Irrawaddy, au nord de Prome en tant que mesure défensive.

### Armée britannique
Sous le commandement du Général Cotton :
- Royal Foot Infantry : 1er, 41e (270 hommes), et 89e (260 hommes) régiments,
- Infanterie native Madras : 18e et 28e régiments,
- 250 Royal Engineers,
- 100 Pioneers,
- Un peu d'artillerie,

Sous le commandement du Général Campbell :
- Royal Foot Infantry : 13e, 38e, 47e, et 87e régiments,
- Infanterie native Madras : 38e régiment,

Défense à Prome:
- Quatre régiments d'infanterie Madras.

## Bataille
En novembre 1825, les forces birmanes sous la direction du général Maha Ne Myo, majoritairement composées de régiments Shans dirigés par leurs propres sawbwas, effectuent une percée audacieuse afin de reprendre Prome, et réussissent presque. Mais au début du mois de décembre, la puissance de feu supérieure des britanniques permet de vaincre les derniers efforts de reconquête birmans.
Après la saison des pluies, l'armée birmane, répartie en 3 colonnes, s'approche de Prome. Les deux flancs des positions britanniques sont menacés, mais le contrôle de la rivière est maintenu par le commandant de la flottille, et par un détachement, la 26e Infanterie Native Madras, à Padaung sur la rive droite. En dépit de leur supériorité numérique, les forces birmanes restent sous couvert de la jungle pendant plusieurs jours après leur arrivée et continuent de harceler les flancs britanniques. Comme inscrit dans The Annual Register, le style de combat birman à ce moment se résume à "ramper lentement mais sûrement, faire des provisions et des tranchées... à chaque étape, ne risquer aucun engagement général...".
Le 1er décembre, le Général Campbell laisse quatre régiments d'infanterie de natifs à Prome et avance face aux divisions de Maha Ne Myo à Sinbaik, sur la position de gauche. Pour distraire l'attention de la position centrale, un barrage de canons est mis en place par la flottille dirigée par Sir James Brisbane, et commence à faire feu sur les travaux sur le fleuve, coordonné avec l'avancée de Campbell. Le barrage est maintenu pendant approximativement deux heures pour maintenir la diversion. Sur le fleuve Nawin (Naweng), l'armée britannique est divisée en deux colonnes, et les deux colonnes avancent parallèlement l'une à l'autre le long de la rivière. La colonne de droite, dirigée par le Brigadier-Général Cotton, rencontre en premier la division de gauche de l'armée birmane, estimée forte de 10 000 hommes. Les britanniques frappent la position birmane avec une charge de baïonnette, et font fuir les birmans. La colonne de gauche rencontre, quant à elle, les birmans en fuite et les achève. En dépit de leur défaite légère, les troupes Shan sont notées pour leur bravoure ; d'après The Annual Register, les Shans " ... ont combattu bravement ... [et] ont maintenu l'altercation jusqu'à ce que la majeure partie d'entre eux furent vaincus."
Le 2 décembre, après la déroute de la division gauche de Maha Ne Myo, Campbell enchaîne rapidement avec une attaque sur la division centrale de l'armée birmane, dirigée par Kee-Woonghee, sur les collines de Napadi. Une attaque contre la défense située à la base des collines est dirigée par six compagnies du 87e régiment, et l'armée birmane est rapidement dépassée, et se replie vers les positions défensives situées dans les collines. L'armée birmane maintient une forte position sur les collines Napadi, qui ne sont accessibles que par une route étroite et surveillée par de l'artillerie. L'armée britannique emploie l'attaque en dents de scie sur les collines : les 13e et 38e régiments de la 1re brigade du Bengale engagent l'armée birmane d'en face tandis que le 87e régiment l'engage par la droite. L'armée birmane est boutée hors des collines, et comme résultat, les deux divisions positionnées sur la rive est du fleuve Irrawaddy sont mises en déroute.
Le 5 décembre, une attaque sur les troupes birmanes dirigées par Minhla Minkhaung commence avec le transport des troupes vers la rive ouest du fleuve Irrawaddy. Une brigade d'artillerie-fusée et une batterie de mortiers ouvrent le feu sur les forces birmanes. Les troupes birmanes battent en retraite face à l'artillerie. Une attaque équipée en personnel dirigée par le Général Cotton, le Brigadier Richard Armstrong, et le Colonel Godwin frappe les positions birmanes immédiatement après l'attaque de l'artillerie et disperse les troupes birmanes restantes.

## Résultat
Avec une large portion de l'armée birmane dispersée à Prome, l'armée britannique dirigée par Campbell avance vers Ava sans être entravée jusqu'à ce qu'elle rencontre une défense renforcée à Bagan. À cause de sa puissance militaire réduite, le royaume de Birmanie est plus enclin à négocier la paix et accepte les termes et demandes des britanniques. La première partie des négociations prend place le 1er janvier 1826.